# PLATO (nau espacial)
PLAnetary Transits and Oscillations of stars (PLATO) és un futur observatori espacial de l'Agència Espacial Europea que utilitzaria un grup de fotòmetres per descobrir i caracteritzar planetes extrasolars de totes les grandàries i tipus entorn de nanes fredes (com el nostre Sol) i estrelles sub-gegants. El satèl·lit està previst per ser llançat en el 2017-18 en un coet Soiuz-Fregat, al punt de Lagrange L2 Terra-Sol.
Es diferenciarà de la missió Kepler i la missió COROT perquè estudiarà estrelles brillants (entre les magnituds 8 i 11) fent més fàcil confirmar les troballes utilitzant el seguiment dels mesuraments de velocitat radial. Comptarà amb un camp de vista molt més ampli que el de la missió Kepler (que té 100 graus quadrats) permetent estudiar una mostra més gran d'estrelles. Les diferents versions del projecte planegen observar les estrelles en una àrea del cel del voltant de 1250-3600 graus² però poder aconseguir el seguiment de les corbes de llum de fins a 260.000 nanes fredes i sub-gegants (Kepler té 25.000 estels d'aquest tipus en el seu camp visual).